# Gervas
Gervas (lat. Gervasius) byl 2. proboštem kolegiátní kapituly v Mělníku od roku 1125.

## Život
O jeho životě se příliš neví, vzhledem k malému počtu písemných záznamů z té doby. Do mělnické kapituly přišel z Prahy, kde působil jako rektor školy u sv. Víta. Zprávy o něm máme od Kosmase s nímž působil u sv. Víta, a který se o něm zmiňuje v první knize své kroniky (Chronica Boemorum). S větší mírou jistoty můžeme říci, že byl v úřadě probošta nejvýše do roku 1146, kdy nastoupil na toto místo probošt Hroznata. Datum úmrtí probošta Gervase není známo.